# Bynovec
Bynovec (deutsch Binsdorf) ist eine Gemeinde in Tschechien. Sie liegt sechs Kilometer nordöstlich des Stadtzentrums von Děčín in der Böhmischen Schweiz und gehört zum Okres Děčín.

## Geographie

### Geographische Lage
Bynovec befindet sich rechtselbisch auf der Binsdorfer Hochebene (Zappenland) im Quellgebiet des Bynovecký potok (Binsdorfer Bach), der am südöstlichen Ortsrand die Klamm der Vřesová dolina (Heidegrund) bildet. Im Norden erhebt sich der Arnoltický vrch (424 m) mit dem davor gelegenen Sportflugplatz, im Osten der Bynovecký vrch (412 m) sowie im Südwesten der Kamenský vrch (Hainhübel, 432 m).

### Nachbargemeinden
Nachbarorte sind Arnoltice im Norden, Růžová im Nordosten, Nová Oleška im Südosten, Kámen im Süden, Podskalí im Westen sowie Labská Stráň im Nordwesten.

## Geschichte
Binsdorf entstand im 13. Jahrhundert bei der Rodung der Wälder des Elbsandsteingebirges durch deutsche Kolonisten. Erstmals urkundlich erwähnt wurde das zur Herrschaft Scharfenstein gehörige Dorf im Jahre 1515. Der Bensener Pfarrer Schlegel gab in seiner 1555 erstellten Chronik von Bensen dafür das Jahr 1385 an, ohne jedoch eine Quelle zu benennen. Seit seiner Gründung war Binsdorf eines der Pfarrdörfer von Arnsdorf.
Besitzer des Ortes waren die Herren von Salhausen, welche 1562 bei einer Teilung die Herrschaft Binsdorf errichteten. Ihnen folgten die Wartenberger und 1612 die Grafen Kinsky, die Binsdorf der Herrschaft Kamnitz zuschlugen. Nach der Ermordung Wilhelm Graf Kinskys 1634 wurde dessen Besitz konfisziert und durch Kaiser Ferdinand II. an seinen Generalfeldmarschall Johann von Aldringen für 10.000 Schock Meißnische Groschen und im Austausch gegen die Güter Tuchoritz und Groß Lippen überlassen. Seit 1602 gab es im Ort eine Brauerei, die bis 1910 bestand. Die Berní rula weist 1654 für Binsdorf 30 Häuser aus. Die Bevölkerung setzte sich aus zehn Bauern-, einer Gärtner- und 19 Häuslerfamilien zusammen.
Von Aldringens Nachfolger, die Grafen Clary-Aldringen, machten Binsdorf 1700 erneut zum Herrschaftssitz. 1703 begann der Bau eines Schlosses, das 1709 vollendet wurde. Vom Schloss aus erfolgte die Anlegung einer vier Kilometer langen schnurgeraden Allee zum Belvedere bei Elbleiten. 1790 brannte das Schloss nieder und wurde nicht wiederhergestellt, da die Grafen Clary-Aldringen ihren Sitz in den aufstrebenden Badeort Töplitz verlegten und den Landsitz nicht mehr benötigten. 1833 hatte Binsdorf 548 Einwohner. Bis zur Aufhebung der Patrimonialherrschaften im Jahre 1848 blieb der Ort Verwaltungssitz der Herrschaft Binsdorf und wurde danach zur selbstständigen Gemeinde. 1846 wurde die Schlossruine abgetragen und ein herrschaftliches Amtshaus errichtet, in dem nach 1850 die Clary-Aldringensche Forstverwaltung ihren Sitz hatte.
1883 stellte die Brauerei die Produktion ein und ab 1914 wurde darin eine Mälzerei der Claryschen Brauerei in Turn bei Teplitz eingerichtet. 1893 bekam das Dorf einen eigenen Friedhof. Auf dem Hainhübel (Kamenský vrch) entstand 1901 ein Gasthaus mit einem 20 m hohen Aussichtsturm, das dem Besitzer nicht den erhofften Umsatz erbrachte und schon 1908 unter merkwürdigen Umständen abbrannte.
1869 hatte Binsdorf 613 Einwohner und 1890 625, die durchweg der deutschen Nationalität angehörten.

## Kultur und Sehenswürdigkeiten
- Felslandschaft Vřesová dolina (Heidegrund)
- Statue der Maria Immaculata von 1734
- barocke Dreifaltigkeitskapelle, erbaut 1788
- Steinernes Marterl von 1764

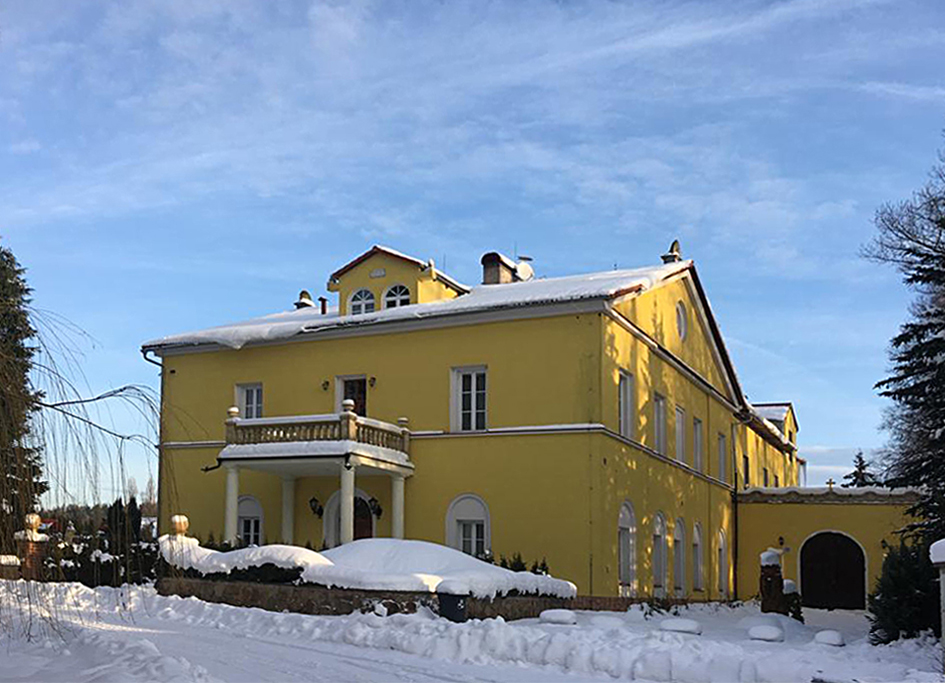
Herrenhaus
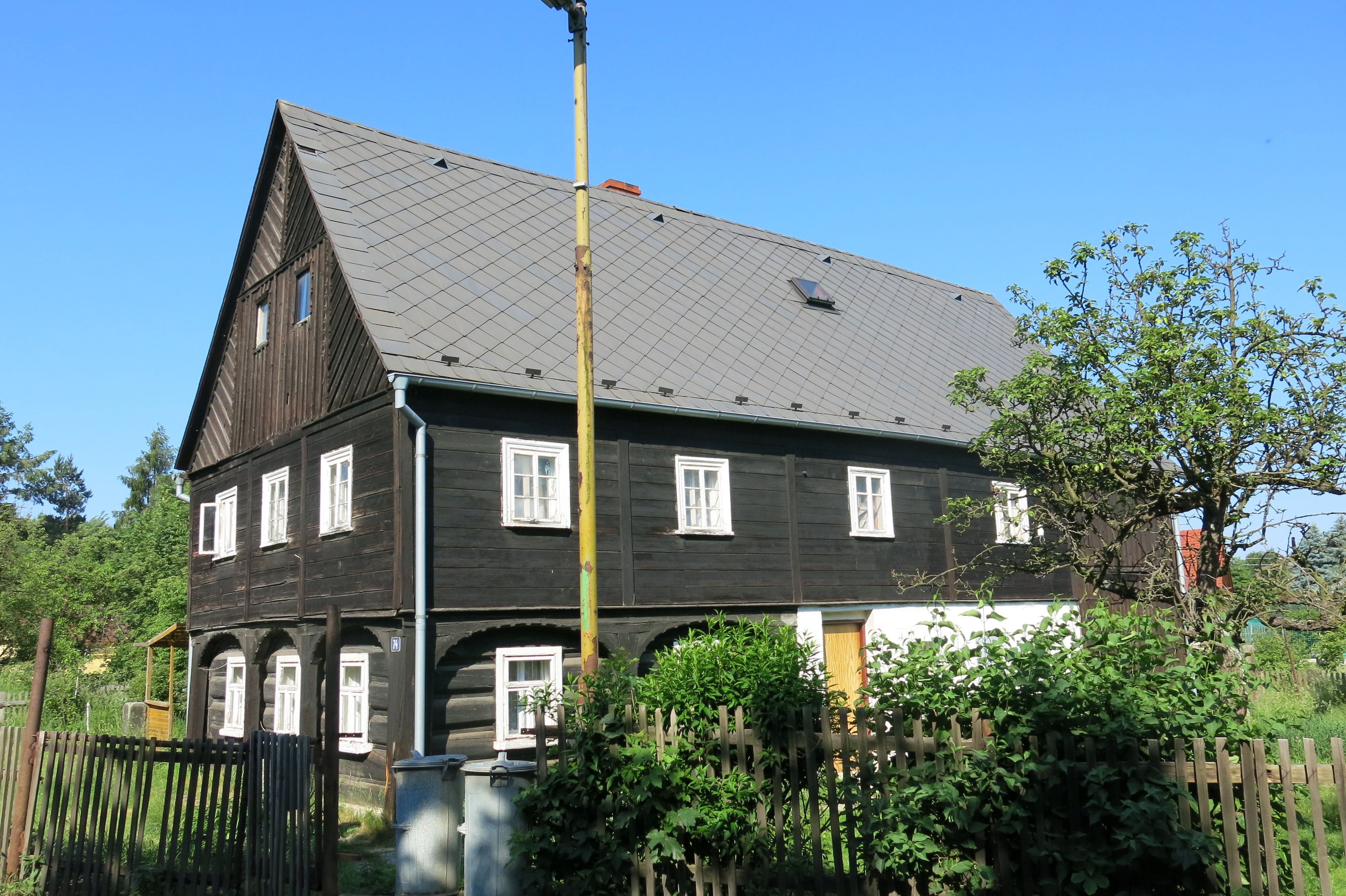
Umgebindehaus
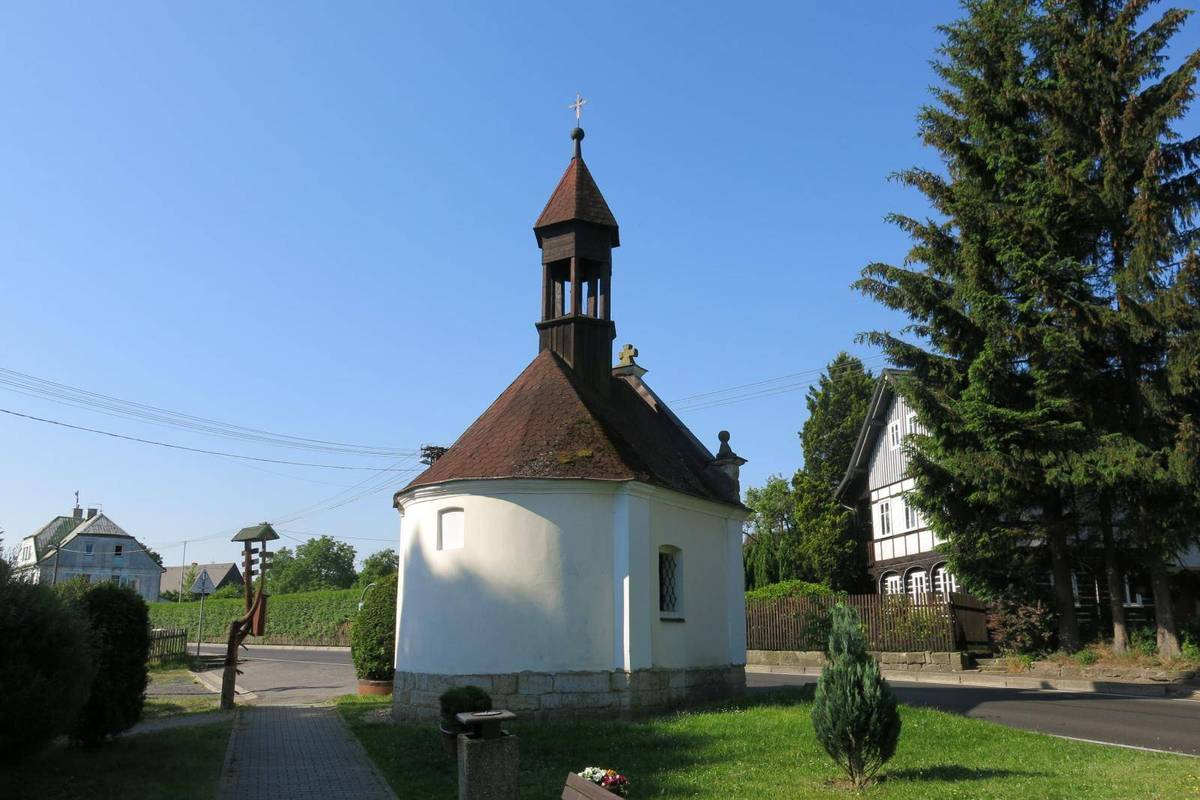
Kapelle

## Söhne und Töchter der Gemeinde
- Florian Stelzig, Violinist an der Wiener Hofoper
- Florian Ulrich (1859–1937), Kammermusiker in Hannover